# Lerstubb
Lerstubben (Pomatoschistus microps) är en fisk i familjen smörbultar. 

## Utseende
Lerstubben är sandfärgad (i bland ganska mörkt) med mörkare fläckar längs sidorna. Lik sandstubben, men både honan och hanen hos lerstubben har en mörk fläck på främre ryggfenans bakkant. Dessutom saknar lerstubben fjäll på kroppen framför främre ryggfenan och har en mörk rand vid basen av bröstfenorna. Två ryggfenor, varav den främsta är hög, med taggstrålar. Den bakre är lägre och mjukstrålig. De båda bukfenorna är sammanvuxna och bildar en sugskiva. Lerstubben blir upp till 7 cm lång. 

## Utbredning
Medelhavet och östra Atlanten från Marocko norrut till mellersta Norge. Finns runt Brittiska öarna, går in i Skagerack, Kattegatt och Östersjön upp till Finska viken och Ålands hav.

## Vanor
Lerstubben lever i havet, även om den tål sötvatten och kan gå upp i flodmynningar. Den vistas främst på grunt vatten upp till 10 meters djup (djupare under vintern) och med ler- eller sandbotten, där den ofta lurar på byten delvis nergrävd.  Födan utgörs av små kräftdjur, maskar, larver och andra ryggradslösa djur. Livslängd upp till 3 år.

## Fortplantning
Lerstubben blir könsmogen vid 1 till 1,5 års ålder. Den leker under vår till sommar, varvid hanen lockar honor att lägga ägg i någon hålighet, oftast ett tomt musselskal. Efteråt vaktar hanen äggen, som kläcks efter 7 till 9 dagar. Ynglen övergår från ett pelagiskt liv till bottenliv när de är omkring 1 centimeter långa.